# オバノン (DD-987)
|          | |
| 艦歴     | |
| 発注     | 1975年1月15日 |
| 起工     | 1977年2月21日 |
| 進水     | 1978年9月25日 |
| 就役     | 1979年12月15日 |
| 退役     | 2005年8月19日 |
| その後   | 標的艦として海没処分 |
| 除籍     | 2005年8月19日 |
| 性能諸元 | |
| 排水量   | 満載：9,494 トン |
| 全長     | 172 m (563 ft) |
| 水線長   | 61 m (529 ft) |
| 全幅     | 16.8 m (55 ft) |
| 吃水     | 8.8 m (29 ft) |
| 機関     | COGAG方式、2軸推進 ゼネラル・エレクトリック LM 2500-30 4基、80,000 shp |
| 最大速力 | 32.5+ ノット (60 km/h) |
| 航続距離 | 6,000 海里 (11,000km、20ノット時) 3,300 海里 (6,000km、30ノット時) |
| 乗員     | 士官19名、兵員315名 |
| 兵装     | 54口径Mk.45 5インチ単装砲 2基 Mk.41 Mod.1 VLS 61セル (トマホーク、アスロック VLA) Mk.112 アスロック 8連装発射機 1基(Mk.41 VLSに換装し撤去) Mk.29シースパローIBPDMS 8連装発射機 1基 Mk.15 20mmファランクスCIWS 2基 Mk.141 ハープーンSSM 4連装発射筒 2基 Mk.49 RAM短SAM 21連装ミサイル発射機 1基 Mk.32 短魚雷3連装発射管 2基 |
| 搭載機   | SH-60 シーホークLAMPSIII2機搭載可能 |
| モットー | Discipline, Pride, Performance |

USSオバノン (USS O'Bannon, DD-987) は、アメリカ海軍の駆逐艦。スプルーアンス級駆逐艦の25番艦。艦名は第一次バーバリ戦争で勇敢さを称えられたアメリカ海兵隊のプレスリー・オバノンに由来する。

## 艦歴
オバノンは1977年2月21日にミシシッピ州パスカグーラのインガルス造船所で起工し、1978年9月25日に進水、1979年12月15日に就役した。
当初は2010年まで現役の予定であったが、予算削減のためスプルーアンス級の退役は早められることとなり、2005年6月の時点でオバノンは大西洋艦隊に配属されたスプルーアンス級の中で唯一現役にあった艦となった。
オバノンは2005年8月19日に退役し、同日除籍された。2004年にチリに売却されることになっていたが、2005年にはトルコ海軍へ移管されることとなっていた。オバノンは2008年10月6日にバージニア州沖でドワイト・D・アイゼンハワー戦闘群の実弾演習における標的艦として沈められた。